# 洲美三王宮
25°06′01″N 121°30′20″E / 25.100243°N 121.505573°E
洲美三王宮，是位於台灣台北市北投區洲美里的古公三王廟。

## 歷史沿革
臺灣主祀源於福建省漳浦縣的古公三王的廟宇，多集中在漳浦移民較多的宜蘭縣。
台北市北投區洲美里居民主屬於漳州移民。1965年，居民郭擁龍在宜蘭大溪人吳建風協助下，從二結奉祀古公三王到洲美，先於郭文權等四兄弟家中暫奉，後在郭文炳、郭文曲、林陽土、林登榜等信眾下奔走下，得到187位信眾集資建立洲美三王宮。
1990年代，為建立洲美快速道路福國路延伸線，洲美里的廟宇需進行遷移。洲美三王宮在林美嬌與兒子林富家奔走下，於2016年遷建完成。今址為北投區福美路199號。新廟因原作為停車場的地下一樓更動為祭祀空間，在2020年申請變更使照。
2024年建廟六十周年之際，1月22日，由市長蔣萬安在此親自主持《戲說臺灣》戲劇「古公三王傳奇」開鏡。同年，8月23日，宗教委員會總召余政憲前來頒贈總統賴清德「孚佑萬方」墨寶。

## 宗教活動
除農曆十一月十五日為古公三王聖誕外，每雙月初一進行植福法會，大年初五作祭改、每週一提供乩身問事服務等。洲美屈原宮在端午節舉行划龍舟時，當地人也會請古公三王。